# Cypripedium

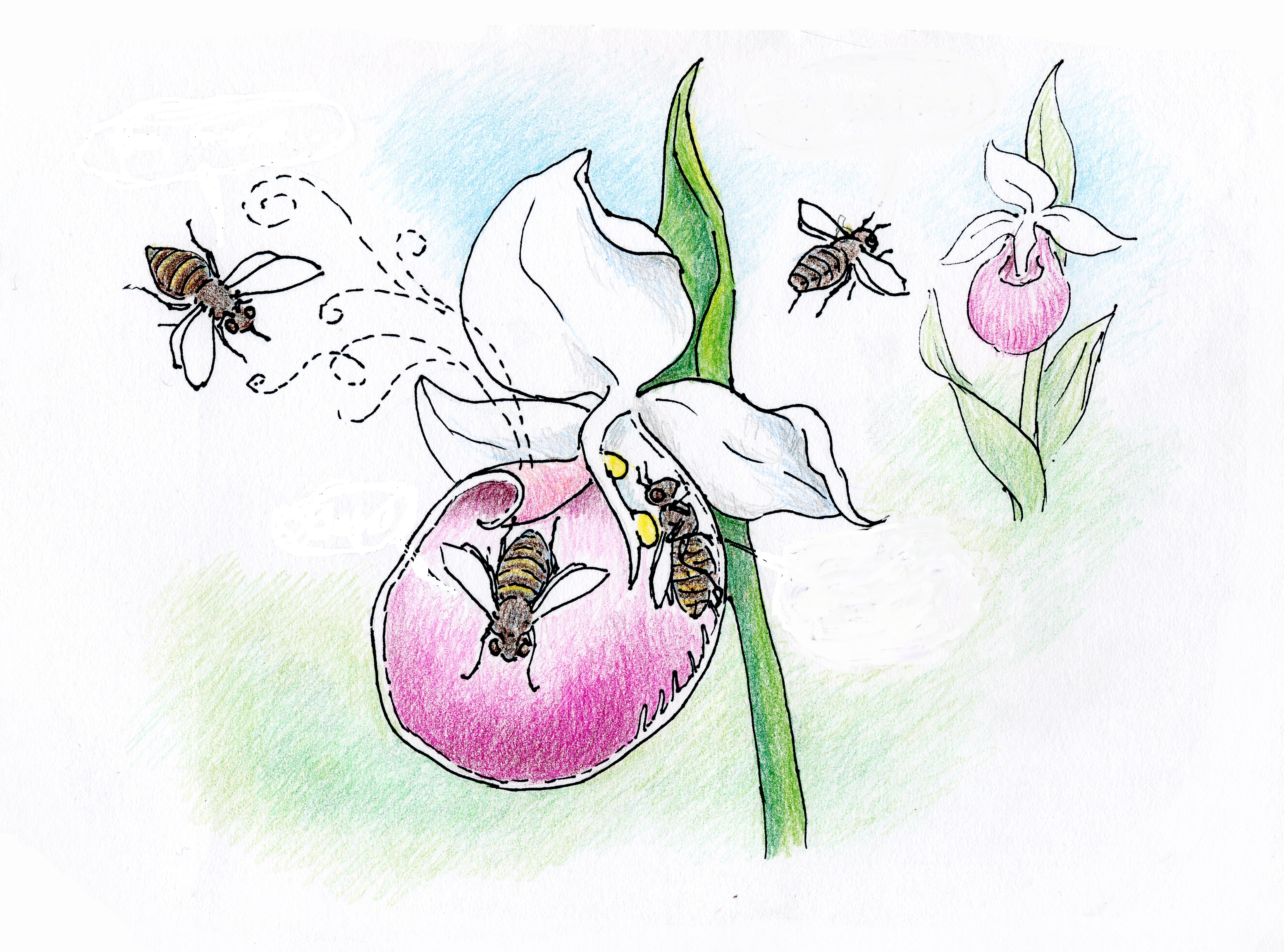
Cypripedium atrae y entrampa un insecto que tiene que pasar cerca de la polinia asegurando así la polinización

Cypripedium es un género que contiene 56 especies de orquídeas de hábitos terrestres. Se distribuyen en el Hemisferio Norte. Es el único miembro de la subtribu Cypripediinae.

## Descripción
Como en la mayoría de las especies terrestres Cypripedium tiene un rizoma corto y robusto que se desarrolla en la capa más superficial del suelo. Anualmente produce un vástago de crecimiento en un extremo y se atrofia por el otro extremo. El tallo sale del vástago de crecimiento en la punta del rizoma. La mayoría de las zapatillas de dama, tienen un tallo alargado y erecto con hojas a lo largo del tallo. Pero la Flor Mocasin (Cypripedium acaule) tiene un tallo corto subterráneo con hojas sobresaliendo del suelo. Las hojas  pueden variar de elípticas a ovales o también lanceoladas dobladas a lo largo. Los tallos no tienen pseudobulbos.
La inflorescencia es racemosa. Puede tener de una a doce flores, como en el Cypripedium californicum, pero la mayoría de las especies tienen de una a tres flores. Tienen tres sépalos; en la mayoría de las especies los dos laterales están más o menos fusionados. Tiene tres pétalos picudos con el tercero o más inferior, el labelo, con la sorprendente forma de una zapatilla. Los sépalos y los pétalos normalmente tienen el mismo color, con el labelo de color diferente, pero esto puede variar. El aspecto del labelo varía con la especie. Como en otras orquídeas está especialmente diseñado para atraer o para atrapar a los polinizadores y forzarlos a que ejecuten la polinización, para Cypripedioideae no se conoce aun ninguna especie que ofrezca algún tipo de recompensa a los polinizadores, por lo que se considera que la atracción de polinizadores se da por engaño. Las flores presentan una columna con un solo estaminodio como un escudo. El ovario es 3-locular (con tres cámaras).

## Hábitat
El género  Cypripedium se distribuye por el Hemisferio Norte principalmente  boreal. Se encuentra en Estados Unidos de América, Canadá, Europa, África (Argelia) Rusia, China, y Japón, con algunas especies tan al Sur como México y Guatemala. Son unas de las orquídeas más primitivas que se relacionan con Mexipedium, Paphiopedilum, Phragmipedium y Selenipedium y pueden hibridar entre ellas, pero no fuera de esta subfamilia.

## Taxonomía
El género fue descrito por  Carlos Linneo  y publicado en Species Plantarum 2: 951. 1753. La especie tipo es:  Cypripedium calceolus L.
Etimología
El nombre Cypripedium (Cyp.), es procedente del griego "Kypria" = "Afrodita" y  "pedilon" = "zapato" o "zapatilla" en referencia a su labelo inflado en forma de zapatilla.

## Nombre común
- Zapatilla de Dama
- Sandalia de la Virgen
- Sandalia de Venus

## Especies deCypripedium

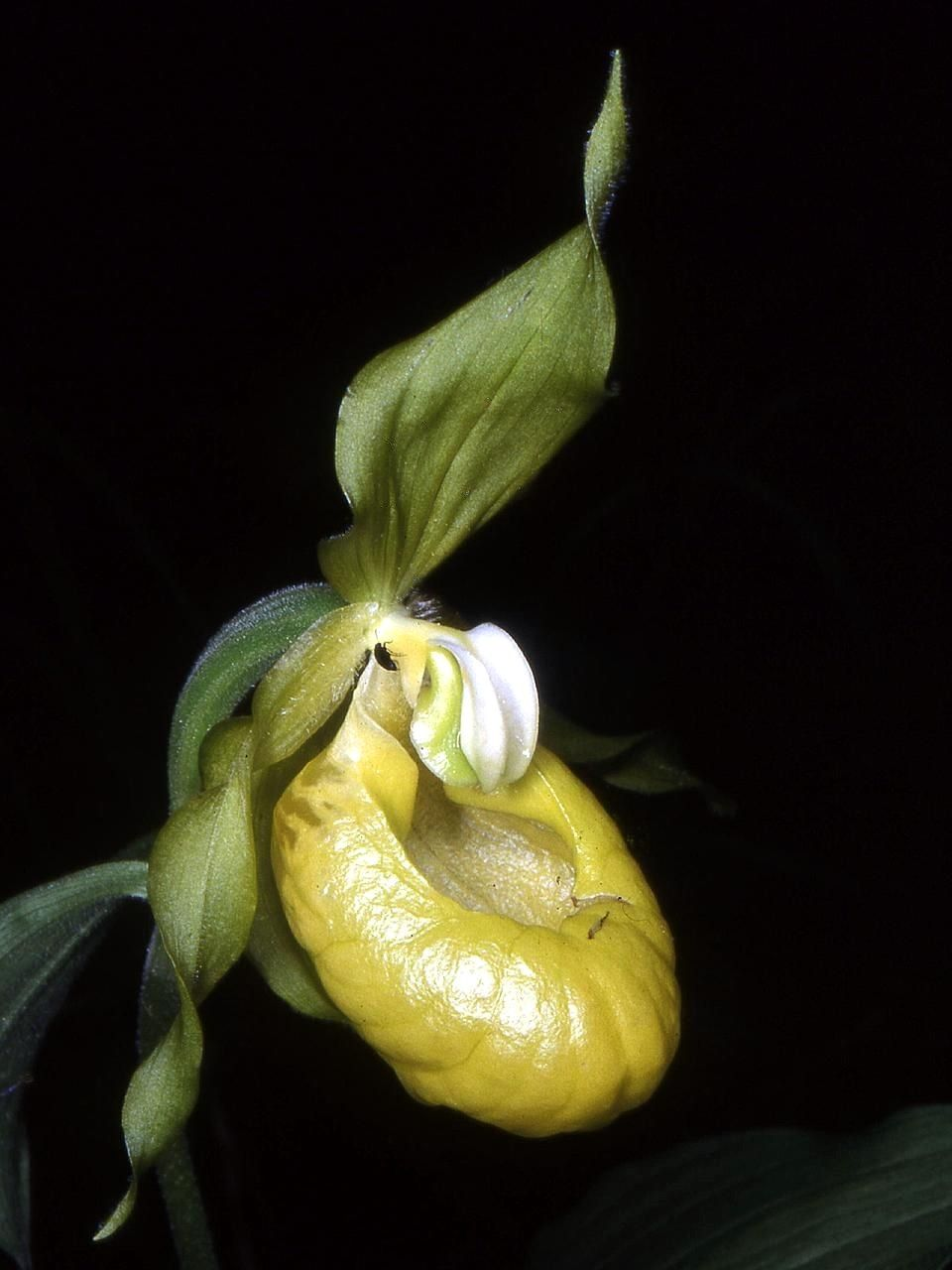
Cypripedium calceolus
var. viridiflora.

- Cypripedium acaule: Sandalia de la virgen (centro & este Canadá, norcentro & E de EE. UU.)
- Cypripedium agnicapitatum (Manchuria)
- Cypripedium arietinum (centro & E Canadá, norcentro & NE EE. UU.)
- Cypripedium bardolphianum (China) 
  - Cypripedium bardolphianum var. bardolphianum (China)
  - Cypripedium bardolphianum var. zhongdianense (China). Rizoma geófito
- Cypripedium calceolus (Europa a Japón)
- Cypripedium calcicolum (China)
- Cypripedium californicum: zapatilla de dama de California  (Oregón, N California)
- Cypripedium candidum: Zapatilla de dama blanca pequeña (SE Canadá, norcentro & E de EE. UU.)
- Cypripedium cheniae (China)
- Cypripedium cordigerum  (N Pakistán a Himalaya, S de Tíbet)
- Cypripedium debile  (Japón, Taiwán, China)
- Cypripedium dickinsonianum (México (S de Chiapas) a Guatemala)
- Cypripedium elegans (E de Nepal a China)
- Cypripedium fargesii (China)
- Cypripedium farreri (China)
- Cypripedium fasciculatum: zapatilla de dama marrón (O EE. UU.)
- Cypripedium fasciolatum (China)
- Cypripedium flavum: (SE Tíbet, centro S China)
- Cypripedium formosanum: (centro de Taiwán)
- Cypripedium forrestii (China)
- Cypripedium franchetii: (centro & centro S China)
- Cypripedium froschii (China)
- Cypripedium guttatum: zapatilla de dama moteada (Rusia Europea a Corea, Alaska a Yukón)
- Cypripedium henryi: (centro de China)
- Cypripedium himalaicum (SE Tíbet a Himalaya)
- Cypripedium irapeanum: Orquídea Pelícano (México a Honduras)
- Cypripedium japonicum:  (China, Corea, Japón)
- Cypripedium kentuckiense (centro & E EE. UU.)
- Cypripedium lentiginosum (China)
- Cypripedium lichiangense (China (SO Sichuan, NO Yunnan), NE Myanmar)
- Cypripedium ludlowii (SE Tíbet)
- Cypripedium macranthos: (E Bielorrusia a Temp. E Asia)
- Cypripedium margaritaceum: (China)
- Cypripedium micranthum (China)
- Cypripedium molle (México)
- Cypripedium montanum: flor mocasín  (Alaska a California)
- Cypripedium morinanthum (Manchuria)
- Cypripedium neoparviflorum (Manchuria)
- Cypripedium palangshanense (China)
- Cypripedium parviflorum (Canadá, E EE. UU.) 
  - Cypripedium parviflorum var. parviflorum (Canadá, E EE. UU.). Rizoma geófito
  - Cypripedium parviflorum var. pubescens: zapatilla de dama amarilla (N América). Rizoma geofito
- Cypripedium passerinum: zapatilla de dama de Franklyn (Alaska a Canadá, Montana)
- Cypripedium plectrochilum (N Myanmar a centro S China)
- Cypripedium pubescens: gran zapatilla de dama amarilla
- Cypripedium reginae: gran zapatilla de dama blanca (centro & E Canadá, norcentro & E EE. UU.)
- Cypripedium roseum (Manchuria)
- Cypripedium rubronerve (China)
- Cypripedium segawai (centro E Taiwán)
- Cypripedium shanxiense (China a N Japón)
- Cypripedium sichuanense (China)
- Cypripedium sinapoides (Manchuria)
- Cypripedium subtropicum (SE Tíbet)
- Cypripedium taibaiense (China)
- Cypripedium tibeticum (Sikkim a centro China)
- Cypripedium wardii (SE Tíbet, China)
- Cypripedium wumengense (China)
- Cypripedium yatabeanum (Extremo Oriente de Rusia a N & norcentro Japón, Is. Aleutianas a SO Alaska)
- Cypripedium yunnanense (SE Tíbet, China)

## Híbridos naturales deCypripedium

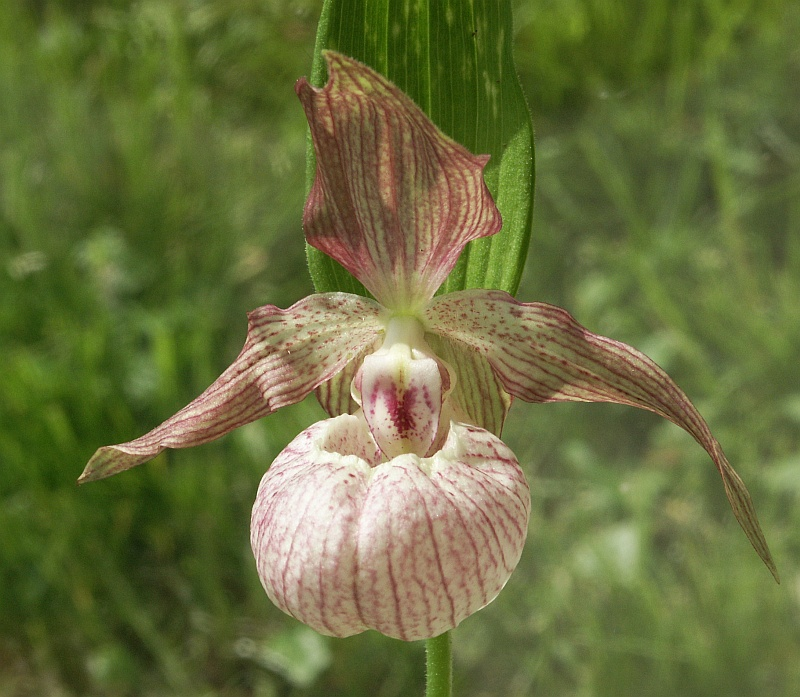
Cypripedium × ventricosum
(Cypripedium calceolus × Cypripedium macranthos).

- Cypripedium × alaskanum (Cypripedium guttatum × Cypripedium yatabeanum) (Alaska)
- Cypripedium × andrewsii (Cypripedium candidum × Cypripedium parviflorum var. pubescens) (E Canadá, centro N & NE EE. UU.)
- Cypripedium × catherinae (Cypripedium macranthos × Cypripedium shanxiense) (Extremo Oriente  de Rusia)
- Cypripedium × columbianum (Cypripedium montanum × Cypripedium parviflorum var. pubescens) (O Canadá, NO EE. UU.)
- Cypripedium × ventricosum (Cypripedium calceolus × Cypripedium macranthos) (Rusia a Corea)
- Cypripedium × wenqingiae (Cypripedium farreri × Cypripedium tibeticum) (China)